# Sabicea lanuginosa
Sabicea lanuginosa är en måreväxtart som beskrevs av Herbert Fuller Wernham. Sabicea lanuginosa ingår i släktet Sabicea och familjen måreväxter. Inga underarter finns listade i Catalogue of Life.